# Marathon van Hongkong

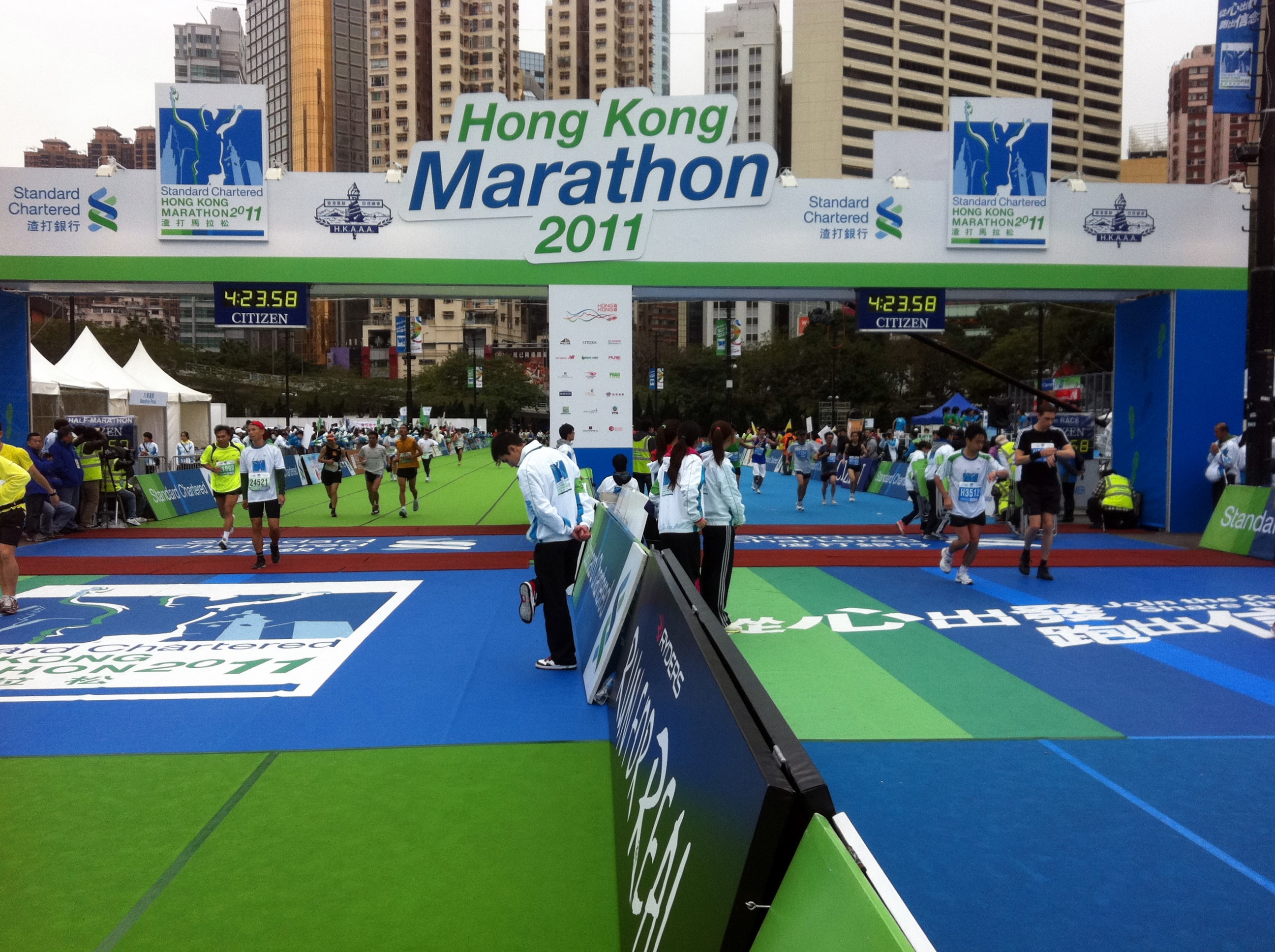
Finish Hong Kong marathon in 2011

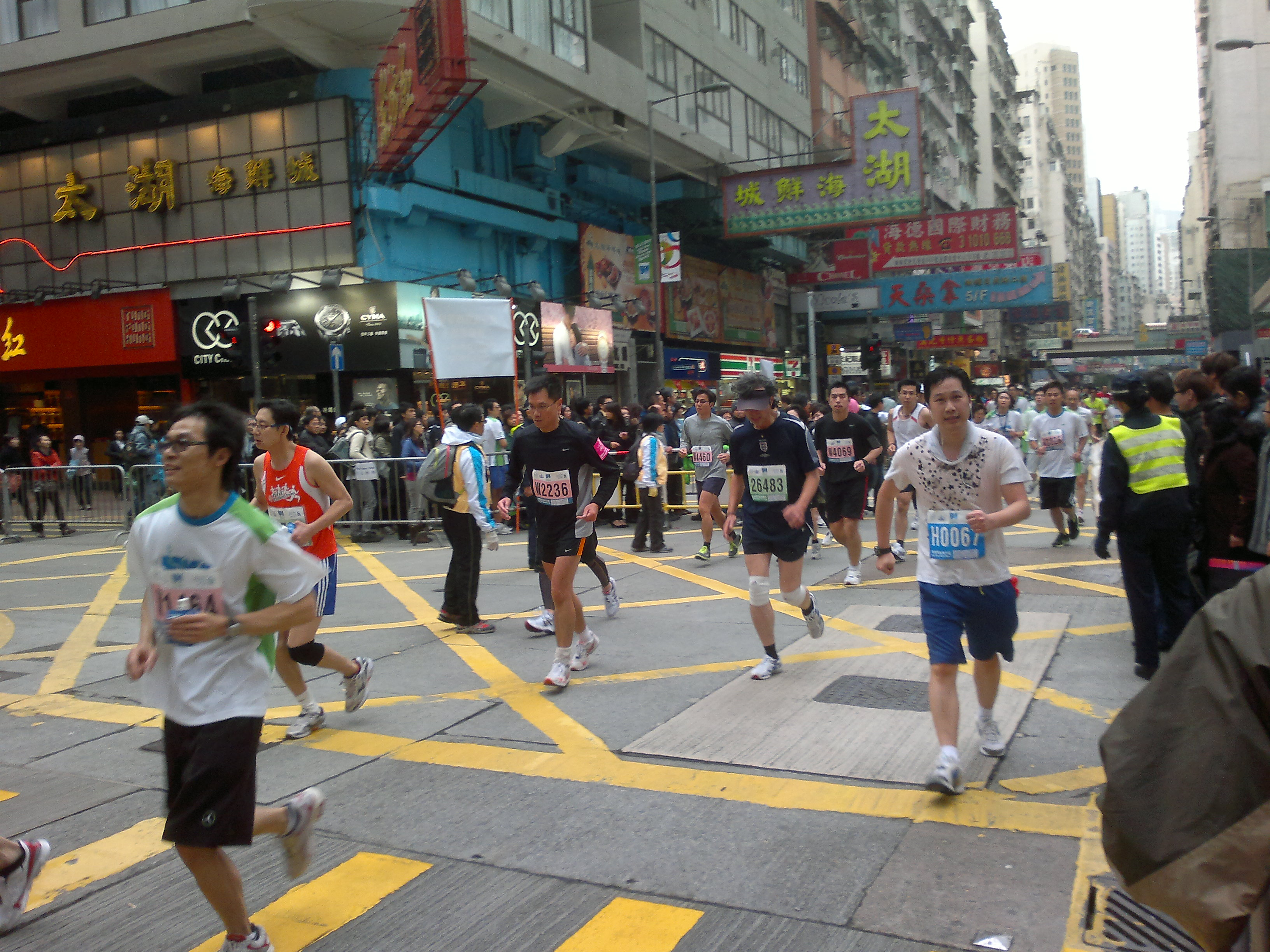
Hong Kong marathon in 2011

De Marathon van Hongkong (Officiële Engelstalige naam: Standard Chartered Hong Kong Marathon), is een hardloopevenement over een afstand van 42,195 km, dat jaarlijks in de stad Hongkong wordt gehouden. De marathon vindt plaats in de maand januari of februari. De hoofdsponsor is de Standard Chartered Bank. De wedstrijd heeft het predicaat "Silver Label Road Race", de een na hoogste status van de Internationale Atletiekfederatie.
De loop werd voor het eerst gehouden in 1981, had toen de naam Hong Kong Shenzhen Marathon en werd georganiseerd door de Amateur Atletiekvereniging van Hongkong. Van 1989 tot 1991 en van 1994 tot 1996 is de wedstrijd niet gehouden vanwege een gebrek aan financiële middelen. 
Het evenement in 1997 was het symbool van de terugkeer van Hongkong naar de Volksrepubliek China. Vanaf deze editie namen ook Afrikaanse topatleten deel.
Van 2004 tot 2008 maakte het evenement deel uit van de "Greatest Race on Earth", gesponsord door de Standard Chartered Bank. De andere wedstrijden uit deze race waren de marathon van Singapore, de marathon van Bombay en de marathon van Nairobi.
De wedstrijd was het toneel van het Aziatische marathonkampioenschap in de jaren 2002, 2008, 2013 en 2015.

## Statistiek

### Parcoursrecord
- Mannen - 2:09.20 (2019,  Barnabas Kiptum  Kenia)
- Vrouwen - 2:26.13 (2019,  Volha Mazuronak  BLR)

1997 ·
1998 ·
1999 ·
2000 ·
2001 ·
2002 ·
2003 ·
2004 ·
2005 ·
2006 ·
2007 ·
2008 ·
2009 ·
2010 ·
2011 ·
2012 ·
2013 · 
2014 ·
2015 ·
2016 ·
2017 ·
2018 ·
2019 ·
2020 · 
2021 ·
2022 ·
2023 ·
2024